# Harpare
Harpare (eigentlich Re-Hor, Hor-Re) ist der griechische Name einer Gottheit in der ägyptischen Mythologie, die seit dem Neuen Reich belegt ist und eine Variante des Horus darstellt.

## Mythologische Verbindungen
Im Neuen Reich und der Spätzeit ist die Benennung als „Hor-pa-Re“, griechisch „Harpare“, unbekannt. In jenem Zeitraum tritt Harpare jeweils als „Hor-Re“ auf, weshalb die korrekte Übersetzung für diese Epoche als Horus-Re wiederzugeben ist.
Im Neuen Reich ist der Name des Harpare auf einer Statue in Medamud möglicherweise auch als Re-Horus zu lesen. Erst in der griechisch-römischen Zeit kommt teilweise die Schreibung als Harpare hinzu. In einer Ritualszene aus der griechisch-römischen Zeit heißt es: Der König macht den Himmel fern für Harpare. Wesentlich umfangreicher ist jedoch der Kult des Hor-pa-Re-pa-chered, die Erscheinungsform des Harpare als Kindgott, die jedoch erst seit der Spätzeit belegt ist.

## Darstellungen
Ikonografische Darstellungen des Harpare sind erstmals in der Spätzeit bezeugt, beispielsweise im Hibis-Tempel als stehender falkenköpfiger Gott, wahlweise auch mit Sonnenscheibe auf dem Kopf.
In der griechisch-römischen Zeit veränderte sich seine Darstellungsform in einen auf einem Podest liegenden falkenköpfigen Löwen mit Rindergehörn, auf dessen Kopf eine aufgerichtete Kobra zu sehen ist.

## Kultorte
Als Kultort ist Sachebu im westlichen Nildelta bekannt. In Armant und Medamud bildete die Gottheit als Hor-pa-Re-pa-chered („Harpare, das Kind“) eine Triade mit Month und Rat-taui.